# Hipárquia

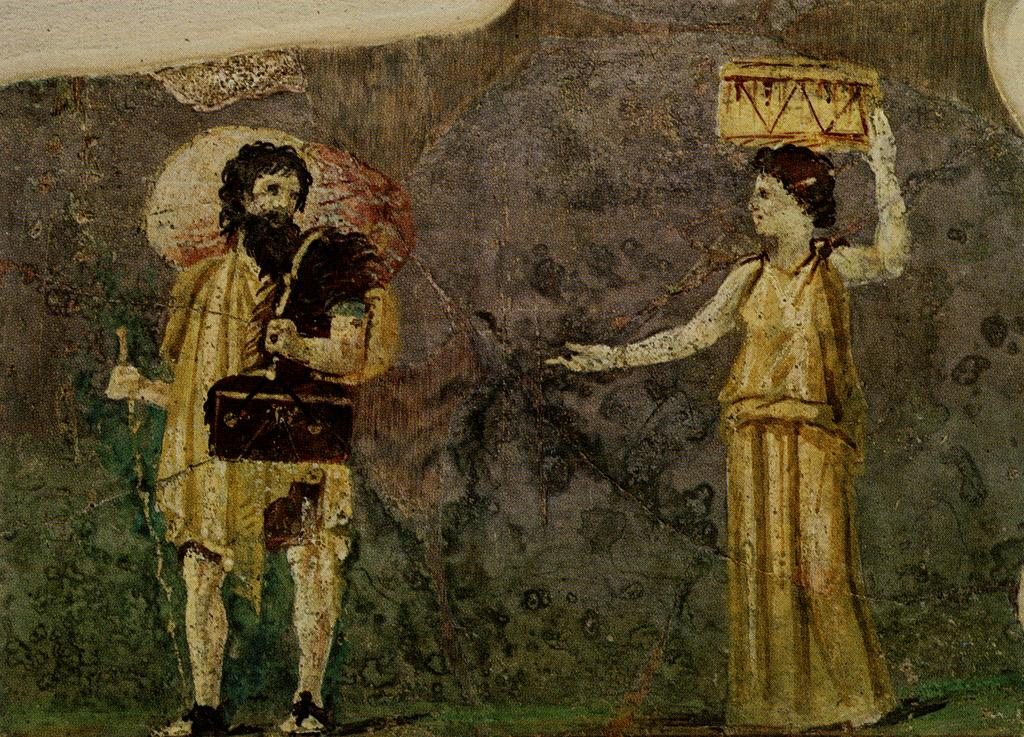
Pintura romana retratando Hipárquia e Crates da Villa Farnesina, Roma

Hipárquia (em grego: Ἱππαρχία), conhecida ainda como Hipárquia de Maroneia, foi uma filósofa cínica da Grécia Antiga, esposa de Crates de Tebas, que viveu em torno de 325 a.C.
Embora pouco tenha restado de seus escritos e pensamentos, tornou-se reconhecida por romper com a vida de nobreza e com o papel doméstico destinado às mulheres em seu tempo, sendo uma das raras mulheres que em sua época dedicou-se à filosofia, justamente como adepta do cinismo cujos preceitos estavam assentados num estilo de vida "canino": desprovido de pudores morais e bens materiais. A obra de Michèle Le Dœuff L’Étude et le Rouet. Des femmes, de la philosophie, etc de 2008 faz menção já no título a episódio onde Hipárquia refuta a um ataque de Teodoro, o Ateu, que dizia ser o trabalho da mulher o tear (le Rouet). 

## Biografia
Nasceu em Maroneia, cidade situada na Trácia. Mudou-se para Atenas com o irmão Metrocles, que foi discípulo do filósofo cínico Crates de Tebas. Hipárquia de apaixonou profundamente por Crates, de modo que, se sua família a impedisse de casar-se com ele, ela tiraria sua própria vida.
A família implorou para que ele a rejeitasse, mas Crates se ajoelhou perante ela, despiu-se e disse: "Aqui está o noivo, e esta é sua propriedade." Em êxtase, Hipárquia adotou a filosofia cínica e vestiu as roupas de seu amado, aparecendo publicamente juntamente a ele. 